# Оливър Уилямсън
Оливър Итън Уилямсън (роден 27 септември 1932) е американски икономист и автор в областта на икономика на трансакционните стойности. През 2009 е награден с Нобелова награда за икономика за „неговия анализ на икономическото управление, особено за границите на фирмата“,, която споделя с Елинор Остром.
През 80-те и 90-те години Уилямсън е много влиятелен по време на дебатите, отнасящи се за границите между публичния и частния сектор. Това го постига чрез привличане на вниманието на високо технологично ниво към съответствията и различията между пазарното и непазарното взимане на решения, управлението и предоставянето на услуги.
Фокусът му върху разходите за трансакции му помага да разграничи повтарящите се договаряния от една страна, и специфичните взаимоотношения по договорите. Например, за да отговори на ежедневните или на седмичните си нужди една електрическа компания ще е нужно да извършва повтарящо се закупуване на въглища на спот пазара, което от своя страна е повтарящо се договаряне. Но с течение на времето се очертават дълготрайни бизнес взаимоотношения с определен доставчик и следователно разликата в икономиката на взаимоотношенията ще е чувствително различна, според Уилямсън.

### Избрани статии
- Oliver E. Williamson (2002). "The Theory of the Firm as Governance Structure: From Choice to Contract" Архив на оригинала от 2009-11-22 в Wayback Machine.. Journal of Economic Perspectives 16 (3): 171 – 195. doi:10.1257/089533002760278776. Посетен на 6 юни 2009.